# Aire spéciale No 4
L'Aire spéciale No 4 est une aire spéciale située dans la région du centre de l'Alberta. Il s'agit d'une municipalité rurale semblable à un district municipal, sauf que le conseil élu est supervisé par trois représentants nommés par la province, le « Special Areas Board ».
L'aire spéciale n°4 possède un parc provincial, le parc provincial de Gooseberry Lake (en).

## Démographie
Lors du recensement de 2011, l'aire spéciale n°4 avait une population de 1 352 habitants vivant dans 447 logements sur un total de 501, soit une baisse de 2,7 % par rapport à 2006 où la population était de 1 389 habitants. Avec une superficie de 4 403,03 km2, la densité de population est de 0,3 habitant au kilomètre carré en 2011.
En 2006, l'aire spéciale n°4 avait une population de 1 389 habitants vivant dans 493 logements, soit une baisse de 8,3 % par rapport à 2001. Elle avait une superficie de 4 403,23 km2 et une densité de population de 0,3 habitant au kilomètre carré.
Statistique Canada rapportait une population de 1 514 habitants en 2001.

## Communautés et localités
Villages
- Consort
- Veteran

Hameaux
- Altario
- Compeer
- Kirriemuir
- Monitor

Localités
- Ensleigh
- Hemaruka
- Idamay
- Little Gem
- Lloyds Hill
- Loyalist
- Neutral Valley
- Pemukan
- Sounding Lake
- Wiste